# Lyraförmiges Organ
Das Lyraförmige Organ (auch Lyriformes Organ) gehört zu den Sinnesorganen der Spinnentiere (Arachnida). Mehrere Spaltsinnesorgane sind parallel zu einer Gruppe angeordnet und dienen der Wahrnehmung von Schwingungen in der Umwelt. 
Spinnentiere können Vibrationen, die sich über ein Substrat, z. B. den Boden, Blätter oder ein Spinnennetz ausbreiten, durch ihre Lyraförmigen Organe wahrnehmen. Diese befinden sich in großer Zahl auf dem gesamten Körper, vor allem aber an den Beinen. So können sie feststellen, ob sich potentielle Beute oder Feinde in der Nähe aufhalten. Auch die Spinnen der Gattung Dolomedes, die auf der Wasseroberfläche laufen können, lokalisieren ins Wasser gefallene Insekten mit diesen Sinnesorganen. Eine wichtige Aufgabe der in der Nähe von Gelenken liegenden Lyraförmigen Organe ist auch, Informationen über die Stellung der Gliedmaßen zueinander zu liefern. Sie können also auch als Propriozeptoren dienen.
Die Wahrnehmung von Luftvibrationen erfolgt hingegen meist durch andere Mechanorezeptoren der Spinnentiere, die Trichobothrien. Die Skorpione besitzen keine Lyraförmigen Organe. Bei dieser Gruppe der Spinnentiere sind die Spaltorgane unregelmäßig auf verschiedene Areale des Körpers verteilt.
Gaubert hat 1890 in seiner Arbeit Note sur les organes lyriformes des Arachnides den Begriff Lyraförmiges Organ erstmals verwendet. Er beschrieb damit parallel angeordnete Spaltsinnesorgane, die durch ihre verschiedenen Längen an die Saiten einer Lyra erinnern. Die Spaltsinnesorgane sind schmale grubenartige Vertiefungen in der Cuticula, die von einer dünnen Membran überzogen sind. Diese überträgt Deformationen, die durch Druck auf die relativ starre Cuticula entstehen, auf zwei Nervenenden, die den Reiz weiterleiten. Dabei können mehr als 20 Spaltsinnesorgane nebeneinander angeordnet sein. Ihre Längen können zwischen 15 und 120 Mikrometer betragen. Modellversuche haben gezeigt, dass durch diese Anordnung sowohl die Wahrnehmung unterschiedlicher Reize verbessert, als auch die Intensität der Reize über einen weiten Bereich differenziert werden kann.
Substratvibrationen können von den Spinnen auch zur Kommunikation verwendet und mit den Lyraförmigen Organen wahrgenommen werden. Sobald ein Spinnenmännchen auf die Pheromonspur eines Weibchens trifft, trommelt es mit den Pedipalpen hochfrequente Signale auf das Substrat, die vom Weibchen noch in einer Entfernung von ein bis zwei Metern entschlüsselt werden können. Das Weibchen antwortet mit einem bestimmten Signal. Das zeitliche Muster des Trommelns und der Anteil an niederfrequenten Schwingungen, die von den Männchen zusätzlich mit dem Opisthosoma erzeugt werden, unterscheiden sich bei verschiedenen Arten der Spinnen.